# Buw Holding
Die buw Management Holding GmbH & Co. KG mit Sitz in Osnabrück zählte zu den größten Dienstleistern für Kundenbetreuung in Deutschland. Das Unternehmen wurde im Jahr 1993 von Jens Bormann und Karsten Wulf gegründet und im Juli 2016 an die US-amerikanische Convergys Corporation verkauft.
Den Kern des buw-Geschäfts bildet der Betrieb von Callcentern. Zu den Kunden zählen beispielsweise die Deutsche Telekom, Miele oder RWE. buw erwirtschaftete Im Jahr 2015 159,2 Millionen Euro Umsatz und beschäftigt 7.000 Mitarbeiter an Standorten in Deutschland, Rumänien, Ungarn und Polen.

## Geschichte
1993 gründeten Jens Bormann und Karsten Wulf das Unternehmen buw Telefonmarketing. Es wurde am 23. Dezember 1994 als offene Handelsgesellschaft ins Handelsregister eingetragen. Zu diesem Zeitpunkt studierten beide Betriebswirtschaftslehre an der Universität Osnabrück. Einer der ersten Kunden von buw war eine Veranstaltung, für die man Werbekunden akquirierte. Im ersten Geschäftsjahr erwirtschaftete das Unternehmen rund 24.000 DM. Aus dem Telefonmarketing von buw entwickelten sich schließlich Callcenter sowohl für Inbound- als auch für Outbound-Aufgaben. Das Unternehmen positionierte sich als Outsourcing-Dienstleister. 1995 wurde das Unternehmen in eine Gesellschaft mit beschränkter Haftung umgewandelt. Im folgenden Jahr erweiterte man das Geschäftsmodell um die Beratung dritter Unternehmen. Einer der ersten Kunden von buw consulting war jpc.
Das Unternehmen gehörte Ende der 1990er Jahre zu den am schnellsten wachsenden Unternehmen in Europa. Bis zum Jahr 2001 stieg der Umsatz auf 24 Millionen Euro, buw beschäftigte 1700 fest angestellte Mitarbeiter an den Standorten Osnabrück, München und Münster. 2004 geriet der buw-Konzern in wirtschaftliche Schwierigkeiten, der Umsatz sank um rund ein Drittel. Auslöser der Krise war, dass die Deutsche Telekom den Betrieb eigener Callcenter an die Gesellschaft Vivento übertrug. Zusätzlich kündigte buw selbst einem anderen nennenswerten Kunden. Daraufhin startete man die sogenannte „Nummer-1“-Kampagne, im Rahmen derer buw die Servicequalität seiner Kunden auf ein hohes Niveau verbessern wollte. Kunden stellten Testimonials zur Verfügung, sechs Monate später erhielt buw wieder einen Auftrag der Deutschen Telekom.
Mitte der 2000er Jahre erreichte buw wieder zweistellige Wachstumsraten. Man eröffnete in Pécs (Ungarn) das erste Callcenter außerhalb Deutschlands. In Deutschland wurde beispielsweise in Schwerin eine neue Niederlassung eröffnet. 2007 beschäftigte buw erstmals mehr als 3000 Mitarbeiter. 2008 gründete man die Eventagentur dialogum. Sie veranstaltet Kongresse für die Callcenter-Industrie und andere Branchen. Später kamen weitere Tochtergesellschaften im Bereich Forderungsmanagement hinzu. Außerdem nahmen Familienfreundlichkeit und Gesundheitsmanagement eine größere Rolle in der Geschäftstätigkeit von buw ein. 2011 überschritt der Umsatz von buw erstmals die Marke von 100 Millionen Euro. Ende August 2013 wurde mit dem Callcenter im rumänischen Cluj-Napoca der insgesamt zehnte Standort von buw eröffnet.
Im Juli 2016 gab die Convergys Corporation bekannt, dass sie die Call-Center-Aktivitäten der buw Unternehmensgruppe für einen Preis von 123 Millionen Euro von Jens Bormann und Karsten Wulf übernehmen wird. Die Übernahme wurde im August 2016 angeschlossen und die beiden buw-Gründer schieden im Anschluss aus dem Unternehmen aus.
Die Tochtergesellschaften buw consulting, buw digital, dialogum und DMM wurden nicht von Convergys erworben, sondern werden unter der Führung von buw-Gründer Jens Bormann unter neuem Namen weitergeführt.

## Auszeichnungen
2014 zählte buw zu den beliebtesten Arbeitgebern Deutschlands. Größere Beachtung erfuhren auch die Maßnahmen im Bereich Inklusion. Seit 2008 sind sämtliche Prozesse und IT-Systeme von buw nach ISO/IEC 27001 zertifiziert. Andere Auszeichnungen, die buw bisher erhalten hat, sind beispielsweise:
- 1999: International Best Service Award[35]
- 2002: Entrepreneurs des Jahres[36][37]
- 2006: European Call Centre Award[38]
- 2013: HR Excellence Award[39]
- 2014: Deutscher Preis für Onlinekommunikation[40]